# Resultados do Carnaval de Vitória em 2001
Esta página contém a ordem de desfile e informações do Carnaval de Vitória de 2001. Neste ano os desfiles não foram avaliativos.

## Grupo

### Ordem de desfile
| Ordem | Escola                    | Enredo                                                              |
| ----- | ------------------------- | ------------------------------------------------------------------- |
| 1º    | Pega no Samba             | Bodas da Rainha                                                     |
| 2º    | Novo Império              | A Mulher Guerreira                                                  |
| 3º    | Andaraí                   | Ibiraçu - Ibira-Pau-Açu, Gigante                                    |
| 4º    | Unidos de Jucutuquara     | Brasil, Se a Cor Não Pega, o Teu Cabelo Não Nega. Tu és Negro, Sim! |
| 5º    | Imperatriz do Forte       | Aquarius, Um Grito de Paz                                           |
| 6º    | Rosas de Ouro             | A Arte Virou Tesouro, na Viagem da Rosas de Ouro                    |
| 7º    | Unidos de Barreiros       | Da escravidão de ontem à humilhação de hoje                         |
| 8º    | Chegou o Que Faltava      | Ziriguidum, Agora Sim 2001                                          |
| 9º    | Unidos da Piedade         | Apocalipse - O Despertar de Uma Nova Era                            |
| 10º   | Independente de Boa Vista | As montanhas, o chopp, o vinho... As belezas de Campinho            |
| 11º   | Tradição Serrana          | A Lenda do Pássaro de Fogo                                          |